# Dynamite (Sean Paul)
Dynamite is een nummer van de Jamaicaanse zanger Sean Paul uit 2021, in samenwerking met de Australische zangeres Sia.
Het nummer was de tweede samenwerking tussen Sean Paul en Sia, na Cheap Thrills uit. Datzelfde jaar, op 31 december, lekte "Dynamite" al uit op internet. Pas vijf jaar later werd het nummer daadwerkelijk op single uitgebracht. De plaat was echter bij lange na niet zo succesvol als de vorige samenwerking; "Dynamite" flopte namelijk in Amerika. In Nederland bereikte het de 13e positie in de Tipparade, terwijl de Vlaamse Ultratop 50 nog net werd gehaald met een 50e positie.

## Tracklijst
- Muziekdownload

1. "Dynamite" - 3:32